# تينا كول
تينا كول (بالإنجليزية: Tina Cole) هي مغنية وموسيقية وممثلة أمريكية، ولدت في 4 أغسطس 1943 في هوليوود في الولايات المتحدة.

## أعمال

### مسلسلات
- أبنائي الثلاثة

## وصلات خارجية
- تينا كول على موقع IMDb (الإنجليزية)
- تينا كول على موقع إن إن دي بي (الإنجليزية)
- تينا كول على موقع قاعدة بيانات الفيلم (الإنجليزية)